# Hudson-Nunatak
Der Hudson-Nunatak ist ein Nunatak im ostantarktischen Mac-Robertson-Land. In der Aramis Range der Prince Charles Mountains ragt er 4 km westlich des Mount Bewsher auf.
Luftaufnahmen der Australian National Antarctic Research Expeditions dienten seiner Kartierung. Das Antarctic Names Committee of Australia benannte ihn nach John W. Hudson, Arzt auf der Mawson-Station im Jahr 1966.